# National Health
A National Health egy progresszív rock együttes volt, amely a canterburyi szcénához tartozott. 1975-ben alapította a billentyűs hangszereken játszó Dave Stewart (korábban  Hatfield and the North) és Alan Gowen (korábban Gilgamesh). Alapítóként az együttes tagja volt még a gitáros Phil Miller és Phil Lee, valamint a basszista Mont Campbell.  A társaság a Stewart által hordott, a National Health Service (Nemzeti Egészségügyi Szolgálat) által biztosított szemüvegről kapta a nevét. Bill Bruford (később a Yes tagja) volt az első dobosuk, de helyére hamarosan Pip Pyle került. Campbellt Neil Murray, majd John Greaves váltotta.
A felállás gyakori változása, állandó turnézás és az első album (National Health) 1977-es kibocsátása jellemezte korai időszakukat. Bár a lemez létrejötte már a  punk emelkedése idejére esett, az albumot a hosszadalmas, többnyire instrumentális szerzemények jellemezték. Második felvételük, az Of Queues and Cures, melyen Peter Blegvad (ének) és Georgie Born (cselló) is közreműködött, jelenleg minden idők negyedik legjobb albuma (53.000 jelölt közül) a  Gnosis web oldalon. Gowen 1981 májusában bekövetkezett halála után a fennmaradó tagok újra összeálltak, hogy felvegyék a D.S. Al Coda című albumot, amelyen  Gowen - többnyire korábban kiadatlanul maradt - szerzeményei találhatók. Az eredeti albumok, valamint egyéb archív anyagok folyamatosan jelennek meg CD-ken.

## Diszkográfia
- National Helth (1977.)
- Of Queues and Cures (1978.)
- D.S. Al Coda (1982.)
- Complete (1990.; a korábbi három stúdióalbum, valamint 2 bónusz szám)
- Missing Pieces (1996.; archív anyagok, többnyire a  National Health előttről)
- Playtime (2001.; élő felvételek 1979-ből)

## Fordítás
- Ez a szócikk részben vagy egészben  a   National Health (band) című angol Wikipédia-szócikk ezen változatának fordításán alapul.  Az eredeti cikk szerkesztőit annak laptörténete sorolja fel. Ez a jelzés csupán a megfogalmazás eredetét és a szerzői jogokat jelzi, nem szolgál a cikkben szereplő információk forrásmegjelöléseként.